# Szachy sandomierskie
Szachy sandomierskie, sandomierskie szachy – szachy odkryte 9 października 1962 przez ekipę archeologów pod kierownictwem Jerzego i Eligii Gąsowskich na terenie osady na wzgórzu świętojakubskim w Sandomierzu. Kolejne badania z lat 2014-2015 prowadzone na tym wzgórzu przez dr hab Marka Florka i dr Agnieszkę Stempin i Monikę Bajkę które miały na celu odkryć pozostałe 3 pionki odsłoniły na powrót chatę wskazując, że pierwotnie była to znacznie bogatsze i większe domostwo niż to było sugerowane we wcześniejszych badaniach państwa Gąssowskich.  
Odkryty zestaw zawierał 29 bierek szachowych (bez trzech pionów). Początkowo uważano, że szachy zostały wykonane z poroża jelenia, późniejsze badania archeolozoolgiczne Profesora Daniela Makowieckiego i dr Agnieszki Stempin sugerowały szczątki dużego ssaka kopytnego żyjącego w basenie morza śródziemnego. Najnowsze ustalenia poczynione przez zespół genetyków z Centrum Nowych Technologii Uniwersytetu Warszawskiej pod kierunkiem dr Danijeli Popović wskazały że są to kości krowy, konia i jelenia. Badania przeprowadzono dla trzech pionków po jednym z każdego z zestawów (kości krowy i konia) i jeden który został dołożony do zestawu później (kość jelenia). Wciąż nie wyklucza to ich włoskiej  włoską prowenienicję. Podnoszone są jednak także sugestie o wschodnich inspiracjach  Czas powstania szachów sandomierskich ocenia się na XII wiek lub pierwszą połowę wieku XIII.
Szachy te są eksponatem stałej wystawy muzeum na Zamku w Sandomierzu.